# Alto Alegre (Roraima)
Alto Alegre is een gemeente in de Braziliaanse deelstaat Roraima. De gemeente telt 14.205 inwoners (schatting 2009).

## Aangrenzende gemeenten
De gemeente grenst aan Amajari, Boa Vista, Iracema en Mucajaí.

### Landsgrens
En met als landsgrens aan de gemeente Alto Orinoco in de staat Amazonas met het buurland Venezuela.